# Célula animal
Una célula animal es la unidad que compone los tejidos animales. Es una célula eucariota caracterizada por la presencia de núcleo, membrana plasmática y citoplasma. Se diferencia de la célula vegetal por la ausencia de pared celular y cloroplastos. Además se pueden encontrar células más pequeñas y más abundantes en comparación con las de una célula vegetal.

Estructura de una célula animal ideal, con flagelo.

| - 1. Núcleo 1.1. Poro nuclear 1.2. Cromatina 1.3. Envoltura nuclear 1.4. Núcleo 1.5. Nucléolo - 2. Membrana plasmática - 3. Aparato de Golgi (vesículas, complemento) | - 4. Ribosomas - 5. Retículo endoplasmático rugoso - 6. Retículo endoplasmático liso - 7. Filamentos de actina - 8. Flagelo - 9. Peroxisoma - 10. Microtúbulo | - 11. Lisosoma - 12. Ribosomas libres - 13. Mitocondria - 14. Fibras intermedias - 15. Citoplasma - 16. Vesícula secretora - 17. Centrosoma (con dos centríolos) |

## Estructura y elementos de la célula eucariota animal
La estructura de la célula se divide en tres partes :
- La envoltura celular, constituida por la membrana celular también conocida como membrana plasmática;
- El citoplasma, en el que se hallan los orgánulos celulares: mitocondrias, lisosomas, aparato de Golgi, retículo endoplasmático liso, retículo endoplasmático rugoso, centriolos, y ribosomas;
- El núcleo celular, formado por la membrana nuclear, que engloba y delimita al nucleoplasma, en el que se encuentran la cromatina y el nucléolo.

### Principales características y funciones de sus elementos
- Membrana plasmática: separa la célula de su entorno, envolviéndola para protegerla; regula el movimiento de materiales hacia dentro y fuera de la célula.
- Mitocondria: oxida combustible para producir ATP.
- Peroxisoma: oxida los ácidos grasos (lípidos).
- Retículo endoplasmático liso (REL): Síntesis de lípidos; metabolismo de fármacos.
- Retículo endoplasmático rugoso (RER): Síntesis de proteínas.
- Ribosomas: Produce proteínas.
- Complejo de Golgi: Procesa, empaqueta y distribuye proteínas a otros orgánulos para su exportación.
- Vesícula de transporte: transporta lípidos y proteínas, entre el RE, el aparato de Golgi y la membrana plasmática.
- Citoesqueleto: soporte estructural de las células; facilita el movimiento de los orgánulos.
- Lisosoma: degrada los restos celulares.
- Envoltura o membrana nuclear: segrega la cromatina (ADN + Proteínas) del citoplasma.
- Núcleo: contiene los genes (la cromatina).
- Nucleolo: síntesis de ARN ribosómico.

### Membrana celular

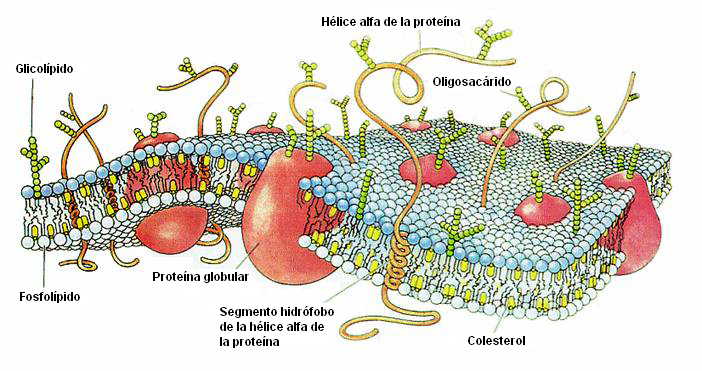
Membrana plasmática eucariota

Es el límite externo de las células eucarióticas. Es una estructura dinámica formada una bicapa de fosfolípidos en las que se filtran moléculas de colesterol y proteínas. Los fosfolípidos tienen una cabeza hidrófila y dos colas hidrófobas. Las dos capas de fosfolípidos se sitúan con las cabezas hacia fuera y las colas, enfrentadas, hacia dentro. Es decir, los grupos hidrófilos se dirigen hacia la fase acuosa, los de la capa exterior de la membrana hacia el líquido extracelular y los de la capa interior hacia el citoplasma.
Su función es delimitar la célula y controlar lo que sale e ingresa de la célula.

### Citoplasma

Citoplasma de la célula animal

El citoplasma es la parte del protoplasma que, en las células eucariotas, se encuentra entre el núcleo celular y la membrana plasmática. Consiste en una emulsión coloidal muy fina de aspecto granuloso, el citosol o hialoplasma, y una diversidad de orgánulos celulares que desempeñan diferentes funciones.
Su función es albergar los orgánulos celulares y contribuir al movimiento de estos. El citosol es la sede de muchos de los procesos metabólicos que se dan en las células.
El citoplasma se divide en una región externa gelatinosa, cercana a la membrana, e implicada en el movimiento celular, que se denomina ectoplasma; y una parte interna más fluida que recibe el nombre de endoplasma y donde se encuentran la mayoría de los orgánulos.
Está subdividido por una red de membranas (retículo endoplasmático liso y retículo endoplasmático rugoso) que sirven como superficie de trabajo para muchas de sus actividades bioquímicas. En él se encuentran varios nutrientes que lograron atravesar la membrana plasmática, llegando de esta forma a los orgánulos de la célula.

### Mitocondria

La mitocondría

La mitocondria es un orgánulo celular de doble membrana responsable de la conversión de nutrientes en el compuesto rico en energía trifosfato de adenosina (ATP), que actúa como combustible celular. Por esta función que desempeñan, llamada respiración celular, se dice que las mitocondrias son el motor de la célula.

### Lisosoma

Diagrama de una célula animal típica:
1 Nucléolo
2 Núcleo celular
3 Ribosoma
4 Vesículas de secreción
5 Retículo endoplasmático rugoso
6 Aparato de Golgi
7 Citoesqueleto
8 Retículo endoplasmático liso
9 Mitocondria
10 Vacuola
11 Citosol
12 Lisosoma
13 Centríolo
14 Membrana plasmática.

Los lisosomas son orgánulos relativamente grandes, formados por el aparato de Golgi, que contienen enzimas hidrolíticas y proteolíticas encargadas de generar material intracelular de origen externo (heterofagia) o interno (autofagia) que llegan a ellos. Es decir, se encargan de la digestión celular.Son estructuras esféricas rodeadas de membrana simple. Son bolsas de enzimas que si se liberasen, destruirían toda la célula. Esto implica que la membrana lisosómica debe estar protegida de estas enzimas

### Aparato de Golgi
Parte diferenciada del sistema de membranas en el interior celular, que se encuentra tanto en las células animales como en las vegetales y tiene la función de modificar y distribuir las proteínas sintetizadas en los ribosomas del retículo endoplasmático granular o rugoso. Estas son transportadas en vesículas de transición que se fusionan con la membrana de la cisterna del Golgi más cercana al núcleo. Luego, las proteínas se transferirán a través de cisternas; finalmente, se liberan vesículas toras conteniendo las proteínas procesadas a lo largo de todo el aparato. Estas vesículas se fundirán con la membrana plasmática, liberando su contenido al exterior celular.
Durante el transporte a través de las distintas cisternas del Golgi, las proteínas son modificadas, ya que se les adicionan glúcidos o ácidos grasos.

### Retículo endoplasmático

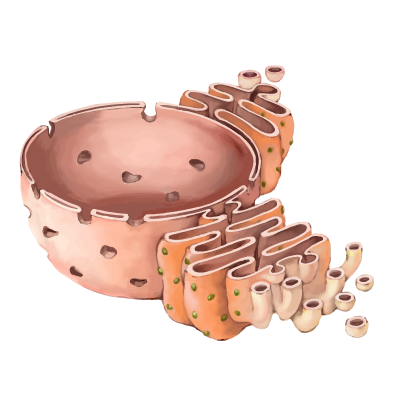
Retículo endoplasmático

El retículo endoplasmático es un complejo sistema de membranas dispuestas en forma de sacos aplanados y túbulos que están interconectados entre sí compartiendo el mismo espacio interno. Sus membranas se continúan con las de la envuelta nuclear y se pueden extender hasta las proximidades de la membrana plasmática, llegando a representar menos de la mitad de las membranas de una célula. Debido a que los ácidos grasos que las componen suelen ser más cortos, son más delgadas que las demás.
El retículo organiza sus membranas en regiones o dominios que realizan diferentes funciones. Los dos dominios más fáciles de distinguir son el retículo endoplasmático rugoso, con sus membranas formando túbulos más o menos rectos, a veces cisternas aplanadas, y con numerosos ribosomas asociados, y el retículo endoplasmático liso, sin ribosomas asociados y con membranas organizadas formando túbulos muy curvados e irregulares.
La membrana externa de la envuelta nuclear se puede considerar como parte del retículo endoplasmático puesto que es una continuación física de él y se pueden observar ribosomas asociados a ella realizando la traducción. El retículo endoplasmático rugoso y el liso suelen ocupar espacios celulares diferentes como ocurre en los hepatocitos, en las neuronas y en las células que sintetizan esteroides., en algunas regiones del retículo no existe una segregación clara entre ambos dominios y se aprecian áreas de membrana con ribosomas mezcladas con otras sin ribosomas. La disposición espacial del retículo endoplasmático en las células animales depende de sus interacciones con los microtúbulos, mientras que en las vegetales son los filamentos de actina los responsables.

#### Retículo endoplasmático rugoso o RER
El retículo endoplasmático rugoso está presente en todas las células eucariotas (inexistente en las procariotas) y predomina en aquellas que fabrican grandes cantidades de proteínas para exportar. Se continúa con la membrana externa de la envoltura nuclear, que también tiene ribosomas adheridos. Su superficie externa está cubierta de ribosomas, donde se produce la síntesis de proteínas. Transporta las proteínas producidas en los ribosomas hacia las regiones celulares en que sean necesarias o hacia el aparato de Golgi, desde donde se pueden exportar exterior

#### Retículo endoplasmático liso o REL
El retículo endoplasmático liso desempeña varias funciones. Interviene en la síntesis de casi todos los lípidos que forman la membrana celular y las otras membranas que rodean las demás estructuras celulares, como las mitocondrias. Las células especializadas en el metabolismo de lípidos, como las hepáticas, suelen tener más RE liso. El RE liso también interviene en la absorción y liberación de calcio para mediar en algunos tipos de actividad celular. En las células del músculo esquelético, por ejemplo, la liberación de calcio por parte del RE activa la contracción muscular.

### Centríolo

Centriolo formando un diplosoma

Un centriolo o centríolo es un orgánulo con estructura cilíndrica, constituido por 9 tripletes de microtúbulos, que forma parte del citoesqueleto. Una pareja de centríolos posicionados perpendicularmente entre sí y localizada en el interior de una célula se denomina diplosoma. Cuando el diplosoma se halla rodeado de material pericentriolar (una masa proteica densa), recibe el nombre de centrosoma o centro organizador de microtúbulos (COMT), el cual es característico de las células animales.
Los centriolos permiten la polimerización de microtúbulos de dímeros de tubulina, que forman parte del citoesqueleto y que se irradian a partir del mismo mediante una disposición estrellada llamada huso mitótico.
Además, intervienen en la división celular, contribuyen al mantenimiento de la forma de la célula, transportan orgánulos y partículas en el interior de la célula, forman elementos estructurales como el huso mitótico y conforman el eje citoesquelético en cilios y flagelos eucariotas, así como el de los corpúsculos basales.

### Núcleo celular
Es el órgano más visible en casi todas las células animales y vegetales, está rodeado de forma característica por una membrana, es esférico y mide unas 5,2 µm de diámetro. Dentro del núcleo celular, las moléculas de ADN y proteínas están organizadas en cromosomas que suelen aparecer dispuestos en pares idénticos. Una de las características principales es que es de cuerpo pequeño de aspecto esferoide u ovalado, se encuentra mayormente en el centro del núcleo y que algunas se pueden ubicar en el periferio de la célula. la función que realiza el núcleo es mantener la integridad de esos genes y controlar las actividades que realizan las células

### Nucleoplasma
El núcleo de las células eucariotas es una estructura discreta que contiene los ribosomas, recipientes de la dotación genética de la célula. Está separado del resto de la célula por una membrana nuclear de doble capa y contiene un material llamado nucleoplasma. La membrana nuclear está perforada por poros que permiten el intercambio de material celular entre nucleoplasma y citoplasma.

### Cromatina

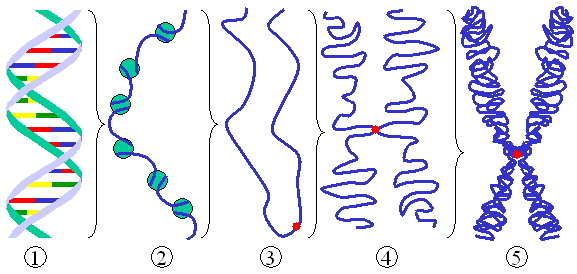
Diferentes niveles de condensación de ADN. (1) Hebra simple de ADN. (2) Hebra de cromatina (ADN con nucleosomas, conformados por histonas, "cuenta de collar"). (3) Cromatina durante la interfase con centrómero. (4) Cromatina condensada durante la profase (dos copias de ADN están presentes). (5) Cromosoma durante la metafase.

La cromatina es el conjunto de ADN, proteínas histonas y proteínas no histonas, que se encuentra en el núcleo de las células eucariotas y que constituye el genoma de dichas células.
Las unidades básicas de la cromatina son los nucleosomas. Estos se encuentran formados por aproximadamente 146 pares de bases de longitud (el número depende del organismo), asociados a un complejo específico de 8 histonas nucleosómicas (octámero de histonas). Cada partícula tiene una forma de disco, con un diámetro de 11 nm y contiene dos copias de cada una de las 4 histonas H3, H4, H2A y H2B. Este octámero forma un núcleo proteico, alrededor del cual se enrolla la hélice de ADN (de aproximadamente 1,8 vueltas). Entre cada una de las asociaciones de ADN e histonas existe un ADN libre llamado ADN espaciador, de longitud variable entre 0 y 80 pares de nucleótidos que garantiza flexibilidad a la fibra de cromatina. Este tipo de organización, permite un primer paso de compactación del material genético, y da lugar a una estructura parecida a un "collar de cuentas".
Posteriormente, un segundo nivel de organización de orden superior lo constituye la "fibra de 30nm", compuesta por grupos de nucleosomas empaquetados unos sobre otros, adoptando disposiciones regulares gracias a la acción de la histona H1.
Finalmente, continúa el incremento del empaquetamiento del ADN hasta obtener los cromosomas que observamos en la metafase, el cual es el máximo nivel de condensación del ADN.

### Nucléolo
El nucléolo es una región del núcleo que se considera una estructura supra-macromolecular, que no posee membrana que lo límite. La función principal del nucléolo es la transcripción del ácido ribonucleico ribosomal (ARNr) por la polimerasa I, y el posterior procesamiento y ensamblaje de los pre-componentes que formarán los ribosomas. La biogénesis del ribosoma es un proceso nucleolar muy dinámico, que involucra: la síntesis y maduración de ARNr, sus interacciones transitorias con proteínas no-ribosomales y ribonucleoproteínas y, también, el ensamblaje con proteínas ribosomales.
Además, el nucléolo tiene roles en otras funciones celulares tales como la regulación del ciclo celular, las respuestas de estrés celular, la actividad de la telomerasa y el envejecimiento.
Estos hechos muestran la naturaleza multifuncional del nucléolo, que se refleja en la complejidad de su composición de proteínas y de ARN, y se refleja también en los cambios dinámicos que su composición molecular presenta en respuesta a las condiciones celulares variables.

### Membrana nuclear

Envoltura nuclear en una célula animal

La envoltura nuclear, membrana nuclear, nucleolema o carioteca es una estructura porosa (con doble unidad de membrana lipídica) que delimita el núcleo que es característico de las células eucariotas.
La membrana nuclear consta de dos bicapas de lípidos: la membrana nuclear interna, y la membrana nuclear externa, era tratada en el pasado como membrana nuclear única. El espacio entre las membranas se llama espacio o cisterna perinuclear, y es una región que se continúa con el lumen interior del retículo endoplásmico, del que la envoltura nuclear procede. Por lo general mide de 20 a 40 nm de ancho.

La membrana nuclear tiene muchos pequeños orificios llamados poros nucleares que permiten que las moléculas se muevan hacia dentro y hacia fuera del núcleo. El agua y los solutos se mueven mediante difusión simple en tanto que las proteínas son transportadas.

## Comparación con otras células eucariotas
La célula animal se diferencia de otras células eucariotas, principalmente de las células vegetales, en que carece de pared celular y cloroplastos, y en que posee vacuolas más pequeñas. Debido a la ausencia de una pared celular rígida, las células animales pueden adoptar una gran variedad de formas, pudiendo incluso rodear y engullir otras estructuras, como es el caso de las células fagocitarias.
| Célula animal típica | Célula vegetal típica |
| --- | --- |
| | |
| 2. Núcleo (con nucléolo [1]) 3. Ribosomas 4. Vesículas 5. Retículo endoplasmático rugoso 6. Aparato de Golgi 7. Citoesqueleto 8. Retículo endoplasmático liso 9. Mitocondrias 10. Vacuolas 11. Citoplasma 12. Lisosomas 13. Centrosoma (con centriolos) | - Plastos (cloroplasto [1], leucoplasto, cromoplasto) 2. Vacuola central (con cloroplasto [g]) h. Mitocondria - Microcuerpos (peroxisoma [i], glioxisoma) k. r. Vesículas l. Retículo endoplasmático rugoso 3. Núcleo (con nucléolo [o]) p. Ribosomas q. Retículo endoplasmático liso s. Aparato de Golgi (dictiosomas) - Lisosomas |